# Валаш
Валаш (средњоперсијски: Вардахш / Валахш, перзијски: بلاش) био је ирански принц из Куће Карен, који је касније 665. године постао владар Табаристана.
Био је унук племића Адара Валаша, а тиме и потомак Сухре, истакнутог иранског племића који је контролисао већи део послова Сасанског царства. Године 665. Валасх је убио Фарухзад-а, који је био владар Табаристана, а затим му је освојио домене, постајући тако једини владар Табаристана. Фарухзадов син, Сурхаб I, тада је побегао у упориште у Баванду у Мазандарану да би избегао Валаша. Сурхаб I је 673. године осветио оца убивши Валаша, а затим поново освојио Табаристан од Валаша.